# 庫希夫卡 (赫梅利尼茨基州)
49°35′35″N 26°32′47″E / 49.59306°N 26.54639°E
庫什奇夫卡（烏克蘭語：Кущівка）是位於烏克蘭西部的村莊，由赫梅利尼茨基州裡赫梅利尼茨基區的納爾凱維奇市鎮負責管轄。該村面積0.99平方公里，海拔高度307米，2001年人口138，人口密度每平方公里139.4人。